# 顾魁登
顾魁登（？—？），福建晋江（今福建泉州）人，是一名明朝政治人物。
顾魁登曾于1638年接替蒋尚璋任崇明县知县一职，1641年由李招凤接任。